# Hercostomus aurifacies
Hercostomus aurifacies är en tvåvingeart som beskrevs av Octave Parent 1933. Hercostomus aurifacies ingår i släktet Hercostomus och familjen styltflugor. Inga underarter finns listade i Catalogue of Life.